# Damien Bracevich
Damien Bracevich, eigentlich Louis Michel Damien Bracevich (* in Ragusa; † 19. Juli 1830 in Algier, Algerien) war ein französischer Dolmetscher dalmatinischer Herkunft.

## Leben
Außer seinem Geburtsort Ragusa ist von Bracevichs frühem Leben wenig bekannt. Gesichert ist, dass er ab 1798 in den Akten der diplomatischen Vertretung Frankreichs in Alexandria als Dolmetscher und Übersetzer geführt wurde.
Als Anfang Juli 1798 Napoleon Bonapartes Flotte in Ägypten landete und Alexandria einnahm, kam Bracevich in den Stab von General Jean-Baptiste Kléber und fungierte unter dem Befehl von Mathias Poussielgue dort als Chefdolmetscher. Obwohl Bracevich nominell der Commission des sciences et des arts angehörte, waren er und seine Kollegen mehrheitlich im Generalstab tätig. Außer einigen wenigen Übersetzungen hatte Bracevich wenig mit den Arbeiten zur Description de l’Égypte zu tun, und er war auch nicht Mitglied des Institut d’Égypte.
Im Juli 1799 wurde Bracevich wegen vermeintlich falscher (irreführender) Übersetzungen auf Befehl Napoleons verhaftet und „auf Ehrenwort nicht mit dem Feind zu kooperieren“ nach Frankreich gesandt. Bis zur Schlacht von Waterloo und Napoleons endgültiger Verbannung nach St. Helena verweigerte sich Bracevich der napoleonischen Politik und wurde zum Parteigänger des Hauses Bourbon. König Ludwig XVIII. dankte es ihm mit der Naturalisation am 25. Januar 1822.
Anfang 1823 marschierte Frankreich in Spanien ein, um König Ferdinand VII. wieder an die Macht zu bringen. Den Oberbefehl hatte dabei Louis-Antoine de Bourbon, duc d’Angoulême, der unter anderem Bracevich in seinen Stab holte.
Später fungierte Bracevich wieder als Dolmetscher für den französischen Konsul Pierre Deval in Algier. Anlässlich eines Empfangs am 29. April 1827 von Hussein Dey kam es zum Eklat. König Karl X. nahm dies zum Anlass sich außenpolitisch zu profilieren. Die diplomatische Krise endete im Juni 1830 mit der Besetzung Algeriens durch französische Truppen. Bei ersten Scharmützeln wurde Damien Bracevich am 19. Juli 1830 getötet.